# Passeport camerounais
Le passeport camerounais (en anglais : Cameroonian passport) est un document de voyage international délivré aux ressortissants camerounais, et qui peut aussi servir de preuve de la citoyenneté camerounaise.

## Liste des pays avec visa à l'arrivée
| - Bangladesh - Bénin - Bolivie - Cambodge - Cap-Vert - Comores | - Djibouti - Ghana - Guinée-Bissau - Iran - Kenya - Madagascar | - Macao - Maldives - Mauritanie - Maurice - Mozambique - Rwanda | - Seychelles - Somalie - Tanzanie - Timor oriental - Togo - Ouganda | - Palaos - Samoa américaines - Tuvalu - Vanuatu - St Louis - St Vincent |

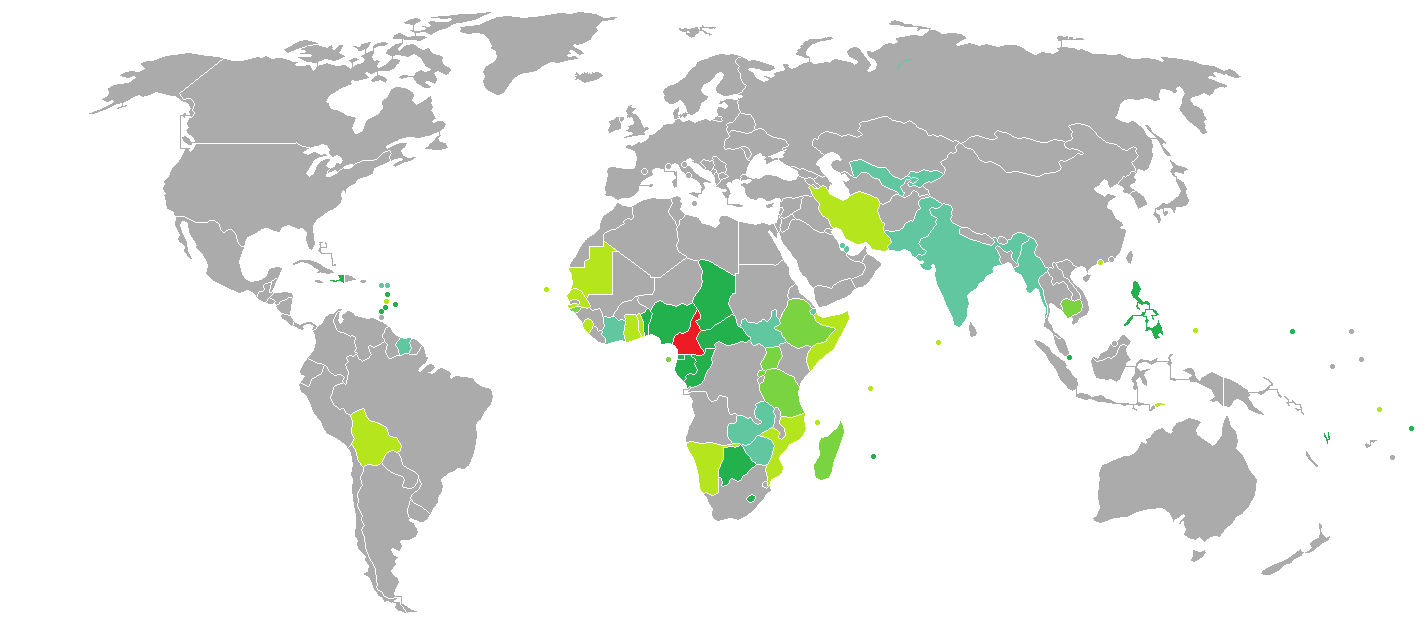
Cameroun
Visa non nécessaire
Visa à l'arrivée
Système de visa électronique
Visa électronique ou à l'arrivée
Visa requis avant l'arrivée
Interdiction de voyager